# كلاوديو بيتبول
كلاوديو بيتبول (بالبرتغالية: Cláudio Pitbull‏) هو لاعب كرة قدم برازيلي في مركز الهجوم، ولد في 8 يناير 1982 في بورتو أليغري في البرازيل. لعب مع أكاديميكا كويمبرا ورابيد بوخارست وغريميو بورتو أليغرينزي وفيتوريا سيتوبال ومانيساسبور ونادي الاتحاد ونادي باهيا ونادي بورتو ونادي جل فيسنتي ونادي جوفنتودي ونادي سانتوس ونادي فلومينينسي ونادي ماريتيمو.

## وصلات خارجية
- كلاوديو بيتبول على موقع اتحاد تركيا (لاعب) (الإنجليزية)
- كلاوديو بيتبول على موقع قاعدة بيانات كرة القدم.إي يو (الإنجليزية)
- كلاوديو بيتبول على موقع Soccerway.com (الإنجليزية)
- كلاوديو بيتبول على موقع عالم كرة القدم.نت (الإنجليزية)
- كلاوديو بيتبول على موقع AS.com (الإسبانية)